# Ихлава (окръг)
Окръг Ихлава (на чешки: Okres Jihlava) е един от 5-те окръга на Височинския край на Чехия. Площта му е 1199,32 km2, а населението му – 112 619 души (2016). Административен център е едноименният град Ихлава. Населените места в окръга са 123, от тях – 5 града и 7 места без право на самоуправление. Код по LAU-1 – CZ0632.
Административната единица граничи със следните окръзи: на запад с окръг Пелхржимов, на север с Хавличкув Брод, на изток с Ждяр над Сазавоу, а на югоизток – с Тршебич. Освен това, на юг граничи с окръг Индржихув Храдец от Южночешкия край.
Част от територията на съвременния окръг Ихлава, която е имала преобладаващо немскоезично население преди Втората световна война, е била известна като Ихлавски езиков остров.

## Градове и население
Данни за 2009 г.:
| Град     | Население |
| -------- | --------- |
| Ихлава   | 51 234    |
| Тржещ    | 5924      |
| Телч     | 5732      |
| Полна    | 5064      |
| Брътнице | 3741      |

## Образование
По данни от 2003 г.:
| Вид училище                         | Брой училища |
| ----------------------------------- | ------------ |
| Детски градини                      | 41           |
| Начални училища                     | 44           |
| Гимназии                            | 3            |
| Средни училища и промишлени училища | 15           |
| Средни професионални училища        | 7            |
| Висши професионални училища         | 4            |

## Здравеопазване
По данни от 2003 г.:
| Лекари                                      | 372 |
| Болници                                     | 1   |
| Специализирани заведения за лечение и отдих | 1   |
| Зъболекари                                  | 56  |
| Аптеки                                      | 21  |

## Транспорт
През окръга преминава част от магистрала D1, както и първокласните пътища (пътища от клас I): I/23 и I/38. Пътища от клас II в окръга са: II/112, II/131, II/134, II/151, II/348, II/351, II/352, II/353, II/402, II/403, II/404, II/405, II/406, II/407, II/409, II/410, II/523, II/602 и II/639.

## Реки
Реки, протичащи през окръг Ихлава:
- Балинка
- Моравска Дие
- Стржелецки поток
- Желинка